# Davilla kubitzkii
Davilla kubitzkii är en tvåhjärtbladig växtart som beskrevs av G. A. Aymard C.. Davilla kubitzkii ingår i släktet Davilla, och familjen Dilleniaceae. Inga underarter finns listade i Catalogue of Life.